# My Propeller
"My Propeller" é o terceiro single do terceiro álbum dos Arctic Monkeys, Humbug. Foi lançado no dia 22 de março de 2010.

## Vídeo musical
O vídeo foi lançado no dia 18 de março e demonstra uma apresentação da banda em animação.

## Faixas
Todas as letras escritas por Alex Turner, todas as músicas compostas por Arctic Monkeys.
| 7"  |                    |         |  |
| N.º | Título             | Duração |  |
| 1.  | "My Propeller"     | 3:28    |  |
| 2.  | "Joining the Dots" | 3:19    |  |

| 10", download digital |                                     |         |  |
| N.º                   | Título                              | Duração |  |
| 1.                    | "My Propeller"                      | 3:28    |  |
| 2.                    | "Joining the Dots"                  | 3:19    |  |
| 3.                    | "The Afternoon's Hat"               | 4:11    |  |
| 4.                    | "Don't Forget Whose Legs You're On" | 3:35    |  |